# Adolf Hurwitz
Pour les articles homonymes, voir Hurwitz.
Ne pas confondre avec le mathématicien polonais Witold Hurewicz.
Adolf Hurwitz (né à Hildesheim le 26 mars 1859 - mort à Zurich le 18 novembre 1919) est un mathématicien allemand qui est une des figures importantes des mathématiques de la seconde moitié du XIXe siècle.

## Biographie
Il fait ses études doctorales sous la direction de Felix Klein à Leipzig, soutenant sa thèse sur les fonctions elliptiques modulaires en 1881. En 1884, on lui offre un poste de professeur à Kœnigsberg ; il y rencontre le jeune David Hilbert, sur qui il exerce une grande influence. Il occupe en 1892 une chaire de mathématiques à l'École polytechnique fédérale de Zurich et y enseigne le reste de sa vie.
Il est un des premiers à maîtriser la théorie des surfaces de Riemann. Il s'en sert pour montrer des résultats fondamentaux sur les courbes algébriques, dont son théorème sur les automorphismes (en). Ce travail anticipe des théories postérieures, dont la théorie des correspondances algébriques, les opérateurs de Hecke et le théorème du point fixe de Lefschetz. Il s'intéresse aussi à la théorie des nombres. Il étudie les ordres maximaux dans les quaternions, introduisant ce qui s'appelle aujourd'hui les quaternions de Hurwitz.